# Edmond Michelet
Edmond Charles Octave Michelet, född 8 oktober 1899 i Paris, död 9 oktober 1970 i Brive-la-Gaillarde (Corrèze), var en fransk politiker.